# Jimmy Johnstone
James «Jimmy» Johnstone (30 de septiembre de 1944 – 13 de marzo de 2006) fue un futbolista internacional escocés que jugaba como extremo derecho. Fue especialmente recordado por sus catorce temporadas en el Celtic de Glasgow, con quien jugó 515 partidos y anotó 129 goles. Johnstone es uno de los Leones de Lisboa, el histórico equipo del Celtic que logró su única Copa de Europa en 1967, y fue votado por la afición del Celtic como el mejor jugador de la historia del club.
Johnstone fue internacional con Escocia, con quien disputó la Copa del Mundo de 1974 junto a otros míticos futbolistas escoceses como Kenny Dalglish o Denis Law. En total, Johnstone jugó 23 partidos con la Tartan Army.

## Carrera profesional

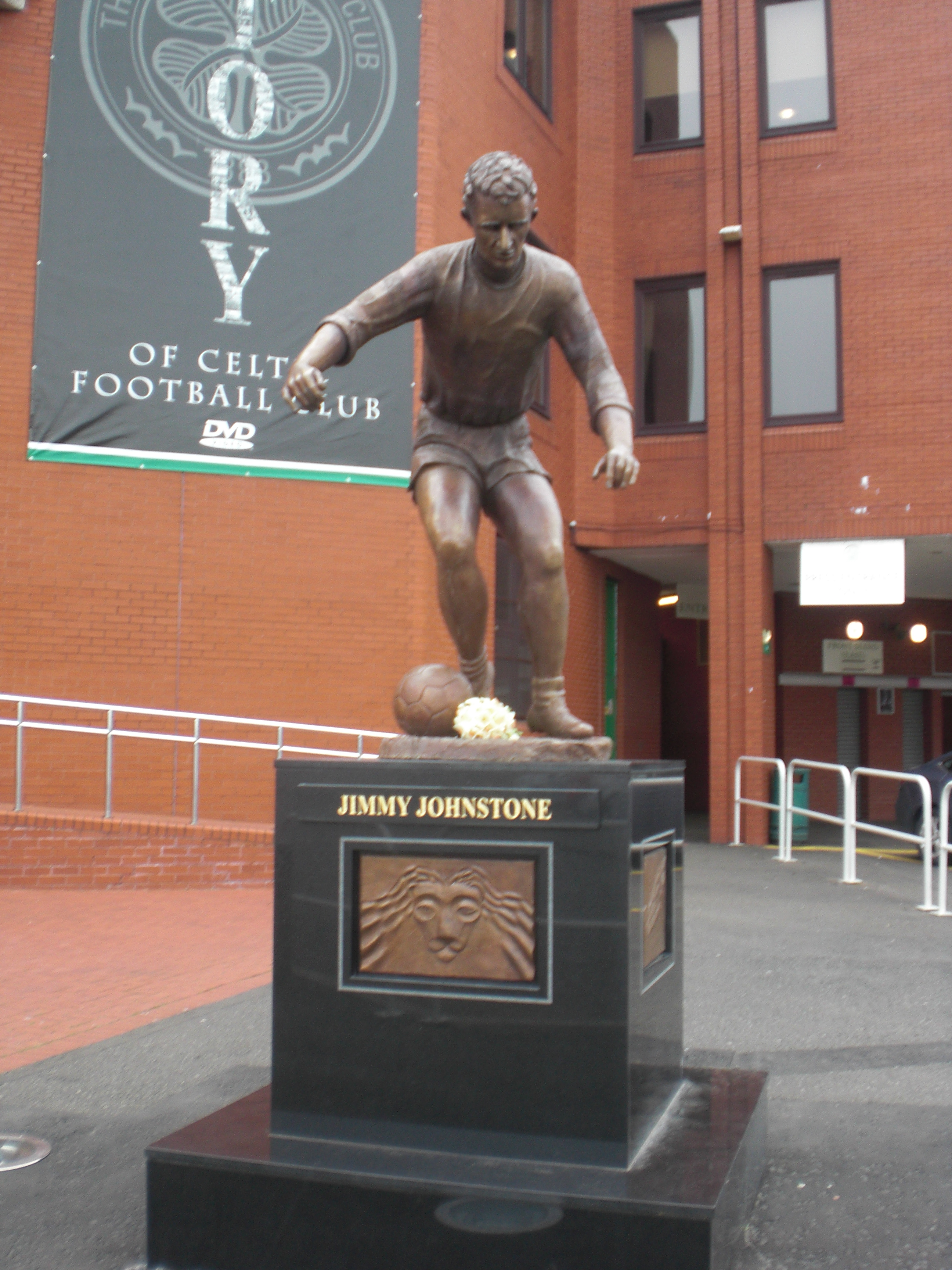
Estatua de Johnstone en el estadio de Celtic.

Johnstone inició su carrera en el fútbol en el Celtic FC, club con el que debutó en 1961 y con el que se convirtió en campeón de la Copa de Europa en 1967, final en la que los campeones escoceses fueron apodados los Lisbon Lions («Los leones de Lisboa») tras vencer al Inter de Milán.
Los italianos no tuvieron respuesta al fútbol total del Celtic de Jock Stein, ejemplificada por Johnstone, un estilo opuesto al Catenaccio del Internazionale, que había dominado el fútbol europeo. Johnstone describió el estilo del Celtic como "igual que los acelerados holandeses". Inmediatamente después de la victoria de Lisboa, el Celtic fue el rival escogido para el homenaje al histórico jugador del Real Madrid, Alfredo Di Stéfano. La actuación de Johnstone fue tal que los seguidores del Real comenzaron a proclamar "Olé!" cada vez que regateaba a uno de los jugadores españoles. Al referirse a su encuentro con Johnstone en las semifinales de la Copa de Europa de 1970, en lo que fue considerado en su momento como la "Batalla de Inglaterra", Terry Cooper, del Leeds United, describió a Johnstone como "una pesadilla".
En total jugó 308 partidos oficiales de liga con los Bhoys, anotando 82 goles. También jugó 207 partidos en la Copa de Escocia, Copa de la Liga y en Europa, con un total de 515 partidos. Johnstone también jugó en el San Jose Earthquakes, Sheffield United, Dundee, Shelbourne y Elgin City, donde se retiró.

## Estadísticas
| Club          | Club                 | Club                         | Liga | Liga  | Copa            | Copa            | Copa de la Liga       | Copa de la Liga       | Europa       | Europa       | Total | Total |
| Año           | Club                 | Liga                         | PJ   | Goles | PJ              | Goles           | PJ                    | Goles                 | PJ           | Goles        | PJ    | Goles |
| Escocia       | Escocia              | Escocia                      | Liga | Liga  | Copa de Escocia | Copa de Escocia | Copa de la Liga       | Copa de la Liga       | Europa       | Europa       | Total | Total |
| ------------- | -------------------- | ---------------------------- | ---- | ----- | --------------- | --------------- | --------------------- | --------------------- | ------------ | ------------ | ----- | ----- |
| 1962–63       | Celtic               | Division One                 | 4    | 1     |                 |                 |                       |                       |              |              |       |       |
| 1963–64       | Celtic               | Division One                 | 25   | 6     |                 |                 |                       |                       |              |              |       |       |
| 1964–65       | Celtic               | Division One                 | 24   | 1     |                 |                 |                       |                       |              |              |       |       |
| 1965–66       | Celtic               | Division One                 | 32   | 9     |                 |                 |                       |                       |              |              |       |       |
| 1966–67       | Celtic               | Division One                 | 25   | 13    |                 |                 |                       |                       |              |              |       |       |
| 1967–68       | Celtic               | Division One                 | 29   | 5     |                 |                 |                       |                       |              |              |       |       |
| 1968–69       | Celtic               | Division One                 | 31   | 5     |                 |                 |                       |                       |              |              |       |       |
| 1969–70       | Celtic               | Division One                 | 27   | 10    |                 |                 |                       |                       |              |              |       |       |
| 1970–71       | Celtic               | Division One                 | 30   | 8     |                 |                 |                       |                       |              |              |       |       |
| 1971–72       | Celtic               | Division One                 | 23   | 9     |                 |                 |                       |                       |              |              |       |       |
| 1972–73       | Celtic               | Division One                 | 22   | 7     |                 |                 |                       |                       |              |              |       |       |
| 1973–74       | Celtic               | Division One                 | 15   | 3     |                 |                 |                       |                       |              |              |       |       |
| 1974–75       | Celtic               | Division One                 | 21   | 5     |                 |                 |                       |                       |              |              |       |       |
| USA           | USA                  | USA                          | Liga | Liga  | Open Cup        | Open Cup        | Copa de la Liga       | Copa de la Liga       | Norteamérica | Norteamérica | Total | Total |
| 1975          | San Jose Earthquakes | North American Soccer League | 10   | 0     |                 |                 |                       |                       |              |              |       |       |
| Inglaterra    | Inglaterra           | Inglaterra                   | Liga | Liga  | FA Cup          | FA Cup          | Copa de la Liga       | Copa de la Liga       | Europa       | Europa       | Total | Total |
| 1975–76       | Sheffield United     | First Division               | 6    | 1     |                 |                 |                       |                       |              |              |       |       |
| 1976–77       | Sheffield United     | Second Division              | 5    | 1     |                 |                 |                       |                       |              |              |       |       |
| Escocia       | Escocia              | Escocia                      | Liga | Liga  | Copa de Escocia | Copa de Escocia | Copa de la Liga       | Copa de la Liga       | Europa       | Europa       | Total | Total |
| 1977–78       | Dundee               | Division One                 | 3    | 0     |                 |                 |                       |                       |              |              |       |       |
| Irlanda       | Irlanda              | Irlanda                      | Liga | Liga  | FAI Cup         | FAI Cup         | League of Ireland Cup | League of Ireland Cup | Europa       | Europa       | Total | Total |
| 1977–78       | Shelbourne           | Premier Division             | 9    | 0     |                 |                 |                       |                       |              |              |       |       |
| Escocia       | Escocia              | Escocia                      | Liga | Liga  | Copa de Escocia | Copa de Escocia | Copa de la Liga       | Copa de la Liga       | Europa       | Europa       | Total | Total |
| 1978–79       | Elgin City           | Highland League              | 18   | 2     |                 |                 |                       |                       |              |              |       |       |
| Total         | Escocia              | Escocia                      | 311  | 83    |                 |                 |                       |                       |              |              |       |       |
| Total         | USA                  | USA                          | 10   | 0     |                 |                 |                       |                       |              |              |       |       |
| Total         | Inglaterra           | Inglaterra                   | 11   | 2     |                 |                 |                       |                       |              |              |       |       |
| Total         | Irlanda              | Irlanda                      | 9    | 0     |                 |                 |                       |                       |              |              |       |       |
| Total carrera | Total carrera        | Total carrera                | 341  | 85    |                 |                 |                       |                       |              |              |       |       |

## Palmarés
- Copa de Europa (1)
- Liga de Escocia (9)
- Copa de Escocia (4)
- Copa de la Liga de Escocia (5)